# Fotosättning
Fotosättning är en grafisk teknik där text framställs på film eller ljuskänsligt papper för reproteknisk bearbetning till tryckplåt inför tryckning.

## Historik
Experiment med fotosättning av texter inleddes redan på 1860-talet. Till de tidigaste fotosättarna räknas Uhertype – där bokstavsmatriser sattes på en glascylinder. Den konstruktionen togs fram i Tyskland 1925, utifrån en uppfinning av ungraren Edmund Uher – därav namnet. Sättaren kunde producera cirka 4000 tecken per timme. 1946 framställdes en vidareutvecklad konstruktion av Uhers uppfinning i USA, en s.k. fotosetter av märket Intertype. 1949 har annars setts som märkesåret för fotosättningens införande. Det var då Photon Corporation i Cambridge i USA utvecklade fotosättaren Lithomat. Den baserades på fransmännen Rene-Higonnet och Louis Moyrouds uppfinning Lumitype.
Med datorernas intåg kom den tredje generationens fotosättare och hastigheten ökade till svindlande 3 miljoner tecken i timmen.
I den fjärde generations fotosättare skrivs texten in och lagras i en dator, för att sedan köras ut på papper eller film. Detta kan ske på en laserskrivare eller laserfotosättare.
Fotosättningstekniken har betecknats som en av de viktigaste uppfinningarna inom tryckeriet, sedan Gutenbergs blytyper på 1400-talet.